# Paranomus longicaulis
Paranomus longicaulis är en tvåhjärtbladig växtart som beskrevs av Richard Anthony Salisbury och Joseph Knight. Paranomus longicaulis ingår i släktet Paranomus och familjen Proteaceae. Inga underarter finns listade i Catalogue of Life.